# Hidrocarburos del Neuquén
Hidrocarburos del Neuquén S.A. (HIDENESA) es una empresa estatal perteneciente al gobierno de la provincia de Neuquén encargada de la distribución de gas natural y gas licuado en dicha provincia.

## Historia
La empresa fue fundada en 1988 por el entonces gobernador Pedro Salvatori, mediante el Decreto Provincial N° 2888-1988, con el fin de proveer de gas a escuelas rurales, puestos sanitarios y estancias aisladas en el interior de la provincia.
Teniendo en cuenta que en 1992 el gobierno nacional avanzó con la privatización de la empresa Gas del Estado, el directorio de HIDENESA llegó a un acuerdo con el estado nacional y la nueva distribuidora Camuzzi Gas. Mediante dicho acuerdo, la empresa se ocuparía de la distribución de gas natural en varias localidades en la provincia, que requerían de importantes inversiones que no eran rentables para la nueva empresa. Es así que en 1998 la empresa comenzó a prestar el servicio en la localidad de Aluminé, y a lo largo de los años comenzaría a incorporar nuevas localidades.

## Servicios
HIDENESA administra una serie de gasoductos para la distribución de gas por red en 20 localidades:
- Manzano Amargo
- Varvarco
- Las Ovejas
- Los Miches
- Tricao Malal
- Barrancas
- Caviahue - Copahue
- El Huecú
- Taquimilán
- Loncopué
- El Cholar
- Bajada del Agrio
- Aluminé
- Villa Pehuenia
- Las Coloradas
- Villa Traful

## Filiales
Esta empresa tiene su sede central en la capital provincial, y dispone de 20 centros de atención distribuidos a lo largo de la provincia:
- Aluminé, Aluminé.
- Andacollo, Minas.
- Bajada del Agrio, Picunches.
- Barrancas, Pehuenches.
- Buta Ranquil, Pehuenches.
- Caviahue-Copahue, Ñorquín.
- Plaza Huincul, Confluencia. Sede administrativa
- El Cholar, Ñorquín.
- Las Coloradas, Catan Lil.
- Las Ovejas, Minas.
- Loncopué, Loncopué.
- Los Miches, Minas.
- Manzano Amargo, Minas.
- Neuquén, Confluencia. Sede central
- Rincón de los Sauces, Pehuenches.
- Taquimilán, Ñorquín.
- Tricao Malal, Chos Malal.
- Varvarco, Minas.
- Villa Traful, Los Lagos.
- Villa Pehuenia-Moquehue, Aluminé.